# Американски петролен институт
Американският петролен институт (на английски: American Petroleum Institute, съкр. API) е единствената национална неправителствена организация в САЩ, занимаваща се с изследване на всички аспекти и осигуряваща дейността по координация на проблемите в областта на нефтената и газова индустрия.

## История
Американският петролен институт е създаден на 20 март 1919 г. с цел:
- Сътрудничество с правителството по всички проблеми от общонационално значение
- Подпомагане на външната и вътрешна търговия с американски нефтопродукти
- Повишаване на интереса към нефтената индустрия по всички направления

## Дейност
Едно от направленията в дейността на Американския петролен институт е разработването на стандарти. Първите стандарти на API са публикувани през 1924 г.
Днес институтът поддържа повече от 500 стандарта и препоръчвани практики, обхващащи всички сегменти на нефтената и газова промишленост с цел съдействие за използване на безопасно, взаимозаменяемо оборудване и проверени инженерно-технически практики.